# Lyon Grand Prix
Lyon Grand Prix är ett årligt travlopp för femåriga varmblod som körs på Åbytravet i Mölndal utanför Göteborg i Västra Götalands län.
Sedan 2018 års upplaga körs loppet i mitten av maj och är ett renodlat femåringslopp över distansen 2640 meter. Tidigare (2014–2017) kördes loppet över 3140 meter och utgjorde loppet finalen av serien "Summer Meeting Stayer", som var en serie med tre försökslopp som kördes under somrarna. Det första loppet som ingick i serien var ett lopp under tävlingsdagen för Copenhagen Cup på travbanan i Charlottenlund i Danmark. Därefter ett lopp under tävlingsdagen för Oslo Grand Prix på Bjerke Travbane i Norge. Slutligen Malmö Stads Pris som körs under tävlingsdagen för Hugo Åbergs Memorial på Jägersro i Sverige. De hästar som placerade sig bäst i dessa lopp kvalificerade sig för seriens finallopp Lyon Grand Prix, som gick av stapeln i samband med Åby Stora Pris på Åbytravet i augusti varje år.
Loppet har 250 000 kronor i förstapris (åren 2014–2017 var förstapris 500 000 kronor) och är ett Grupp 2-lopp, det vill säga ett lopp av näst högsta internationella klass. Loppet är namngett efter travhästen Lyon som var verksam vid Åbytravet.

## Vinnare
| År   | Häst           | Kusk                  | Tränare               | Odds  | Tid    | Tvåa                | Trea              |
| ---- | -------------- | --------------------- | --------------------- | ----- | ------ | ------------------- | ----------------- |
| 2024 | Dundee As      | Alessandro Gocciadoro | Alessandro Gocciadoro | 12,73 | 1.13,1 | A Fair Day          | Bedazzled Sox     |
| 2023 | Kentucky River | Per Nordström         | Per Nordström         | 3,34  | 1.12,2 | Invictus Madiba     | Power Doc         |
| 2022 | San Moteur     | Björn Goop            | Björn Goop            | 1,13  | 1.11,9 | Cicero T.G.         | Wild West Diamant |
| 2021 | Rotate         | Björn Goop            | Björn Goop            | 12,50 | 1.12,9 | Hail Mary           | Upset Face        |
| 2020 | Noble Superb   | Erik Adielsson        | Geir Vegard Gundersen | 17,70 | 1.13,0 | Forfantone Am       | Maxus             |
| 2019 | Speedy Face    | Adrian Kolgjini       | Adrian Kolgjini       | 4,10  | 1.12,8 | Son of God          | Chianti           |
| 2018 | Handsome Brad  | Carl Johan Jepson     | Ulf Stenströmer       | 18,31 | 1.11,7 | Milligan's School   | Rajesh Face       |
| 2017 | Spitcam Jubb   | Peter Ingves          | Micael Broberg        | 12,21 | 1.14,5 | Alfas da Vinci (DH) |                   |
| 2017 | Spitcam Jubb   | Peter Ingves          | Micael Broberg        | 12,21 | 1.14,5 | Reckless (DH)       |                   |
| 2016 | Dante Boko     | Lutfi Kolgjini        | Lutfi Kolgjini        | 7,09  | 1.16,4 | Alfas da Vinci      | Reckless          |
| 2015 | Mellby Viking  | Jorma Kontio          | Timo Nurmos           | 3,65  | 1.13,3 | Alfas da Vinci      | Traveling Man     |
| 2014 | L'Heritier     | Veijo Heiskanen       | Veijo Heiskanen       | 8,67  | 1.15,3 | Paparazzi           | Obelix Damhus     |